# Agde
Agde é uma comuna francesa de 19.988 habitantes (1999) do departamento de Hérault, na região Occitânia, situada à beira do mar Mediterrâneo, na desembocadura do rio Hérault.
O nome « Agde » deriva do nome da colônia grega original, Ágata Tique (em grego: Αγαθής Τύχης; romaniz.: Agathé Tyché; lit. boa sorte). Durante o período romano foi conhecida como Ágata (em latim: Agatha)

## História

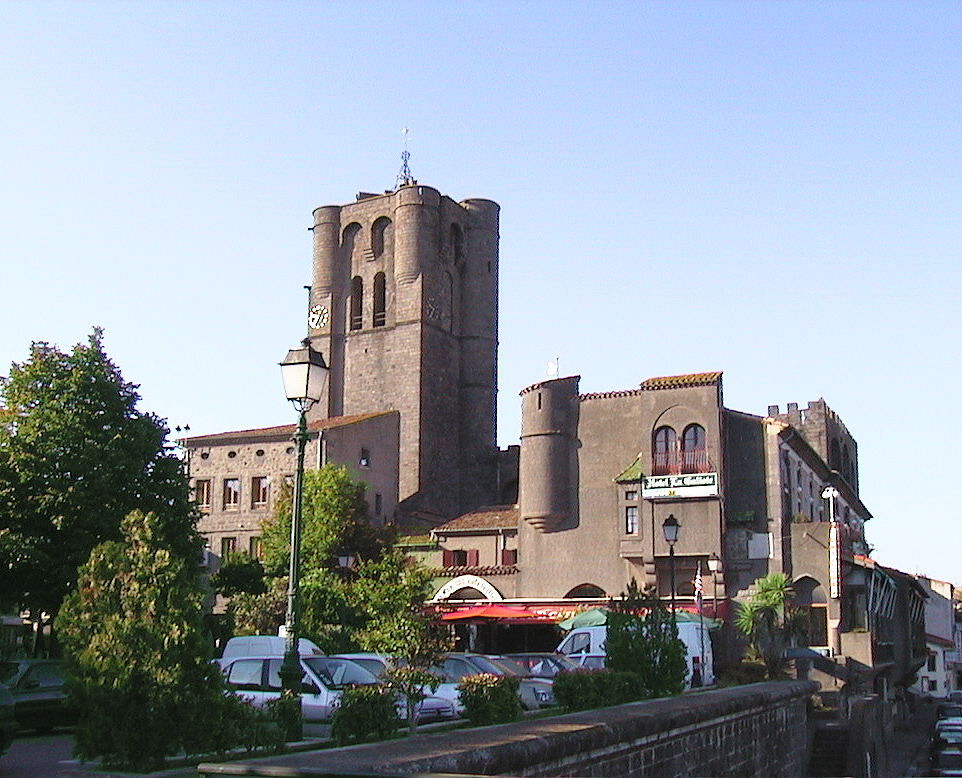
Catedral Saint-Etienne

A cidade de Agde foi fundada pelos gregos vindos de Marselha por volta do século VII a.C.. Agde foi um Bispado até a Revolução. Durante a Idade Média, o Viscondado pertenceu à casa dos Trencavel, antes de ser anexado pelos reis da França após a Cruzada dos albigenses. Em Agde situa-se a Catedral Saint-Etienne, fortificada, datando do século XII em lava basáltica.

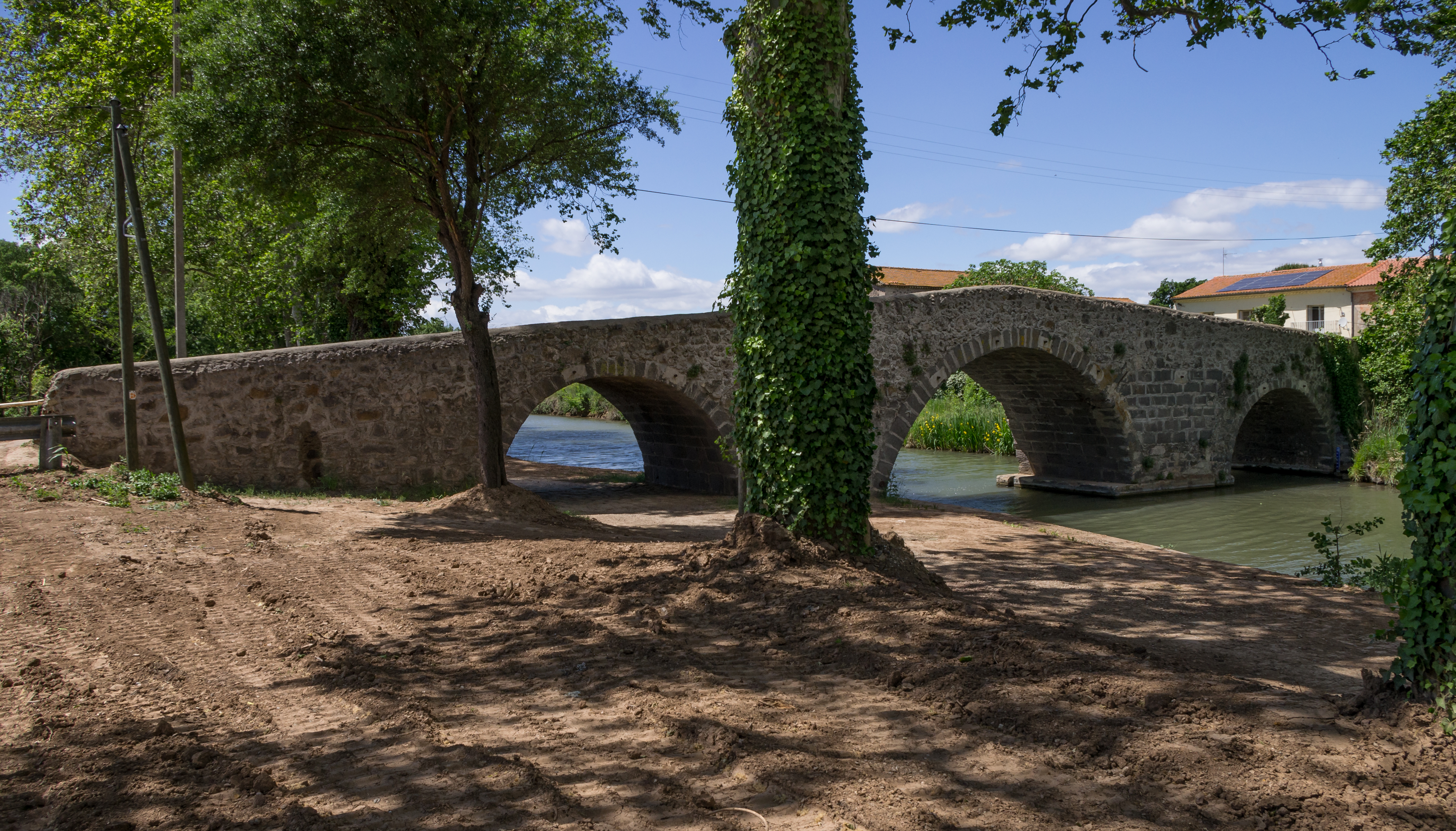
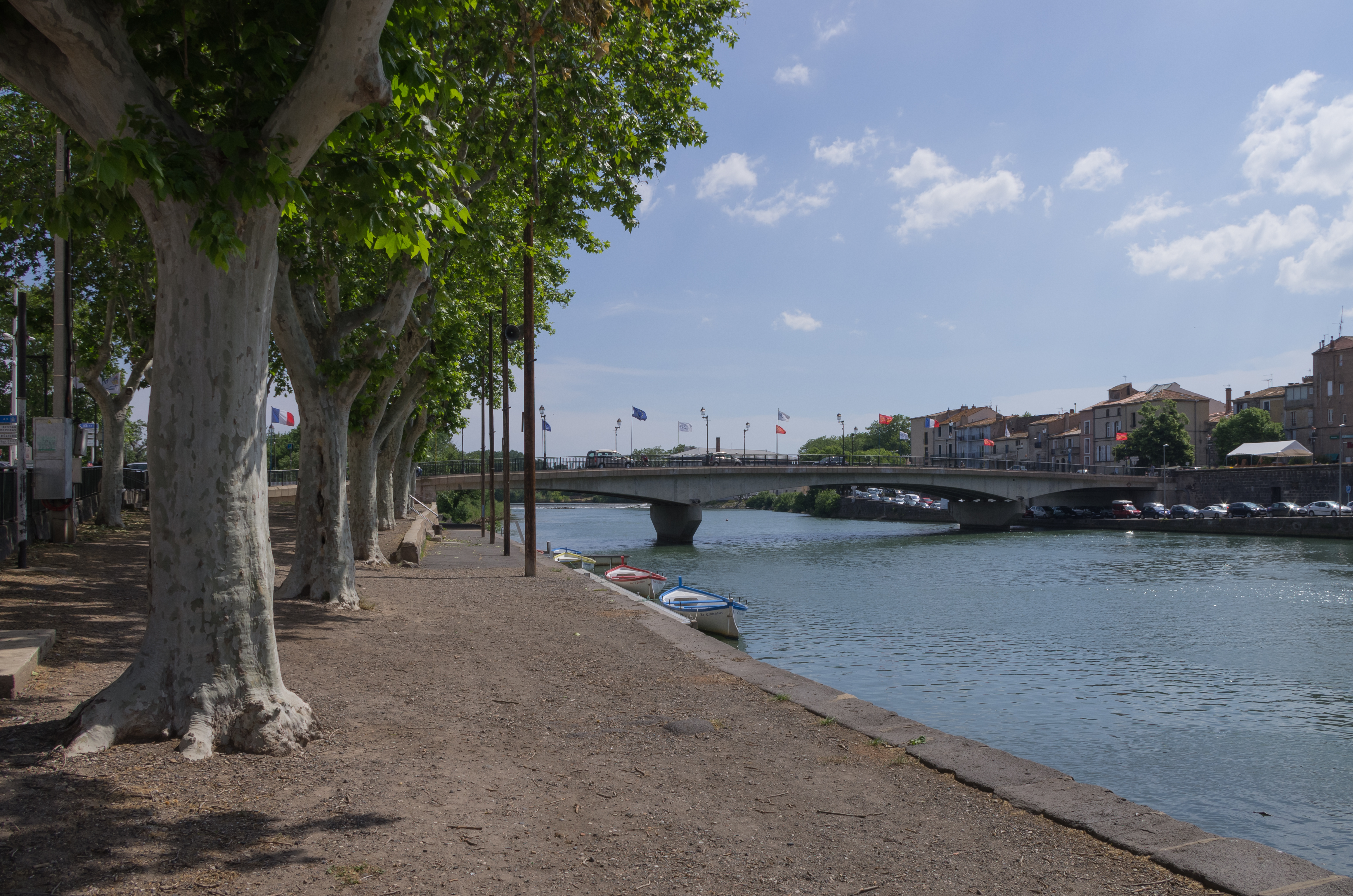

## Economia
Estação balneária e porto turístico graça ao Cap d'Agde (Cabo de Agde), o turismo e o comércio são as principais fontes de renda de uma cidade antigamente voltada exclusivamente à pesca e à viticultura.
La Tamarissière e o Grau d'Agde, dependentes de Agde, são estações balneárias muito mais familiares que o Cap d'Agde, com diversos campings.